# 華盛頓鎮區 (阿肯色州沃希托縣)
華盛頓鎮區（英語：Cleveland Township）是位於美國阿肯色州沃希托縣的一個行政鎮區。

## 地方資料
華盛頓鎮區的面積為148.43平方千米，當中陸地面積為146.61平方千米，而水域面積為0.82平方千米。根據2010年美國人口普查的數據，當地共有人口808人，而人口密度為每平方千米5.44人。